# Магия в Средиземье
Магия в Средиземье — использование сверхъестественных сил в вымышленной вселенной легендариума Толкина. Толкин различал просто «магию» (англ. magic) и «колдовство» (англ. witchcraft). Любая магия могла использоваться как во благо, так и во вред. 
Некоторые расы Средиземья изначально обладали магическими способностями: Айнур (включая Валар, Майар, истари и балрогов), эльфы, драконы и отчасти гномы. Люди и хоббиты не могли напрямую пользоваться магией, но могли использоваться магические артефакты, сделанные другими расами (включая нуменорские мечи и фиал Галадриэль). Некоторые магические артефакты обладали огромной силой, например, палантиры («видящие камни»), а также Кольца власти, включая Единое кольцо.
Исследователи отмечают, что Толкин использовал магическую космологию для противопоставления современности с её борьбой с магией и предрассудками. Магия, которая применялась для получения власти над другими, ассоциировалась у Толкина с современностью с её технологиями. Наряду с такой «тёмной» магией у Толкина встречается «волшебство» (англ. enchantment) — это то, что испытывал Фродо в Ривенделле и Лотлориэне — оно создавалось силой трёх эльфийских колец.

## Проявления
Средиземье описывалось, с одной стороны, как обычное, естественное, похожее на нашу Землю с её реками, горами, равнинами, деревьями и лесами, а с другой стороны — сверхъестественное, с могущественными расами и магическими артефактами.

### По расам
Разные расы Средиземья обладали различными магическими силами:
| Раса                           | Описание | Примеры |
| ------------------------------ | --- | --- |
| Истари (Маги)                  | Майар, посланные в Средиземье по воле Валар в облике людей | Саруман, обладал властью создавать иллюзии; Гэндальф, обладал умением создавать огонь, пылающий свет, использовал различные заклинания, читал мысли и воспоминания Фродо. |
| Тёмные властелины              | Мелькор (Моргот) и Саурон | Саурон значительно увеличил своё могущество, вложив много собственной силы в Единое кольцо. |
| Балроги                        | Демонические духи огня, бывшие Майар, совращённые Морготом | Проклятье Дурина — балрог в Мории использовал заклятье, чтобы открыть дверь, запертую магией Гэндальфа. |
| Драконы                        | Потомки Глаурунга, созданного Морготом в Первую эпоху | Смауг обладал специфическими гипнотическими способностями. |
| Назгулы                        | Короли людей, принявшие от Саурона Кольца власти и ставшие призраками | Использовали чёрную магию, внушали панику, ужас и отчаяние своим присутствием, их «чёрное дыхание» отравляло противников. |
| Эльфы                          | Бессмертные существа, обладающие магическими способностями и склонностями к искусству и ремёслам | Глорфиндель и Эльронд при помощи волшебства подняли воды реки Бруинен, смывшей назгулов и утопившей их лошадей. Эльфийские верёвки были очень лёгкими, прочными и могли самостоятельно развязываться по команде. Эльфийский путевой хлеб лембас поддерживал путника на ногах в течение долгого дня. Эльфийские плащи обладали магическими камуфляжными свойствами. Дары Галадриэль Фродо и Сэму, фиал и коробочка с землёй, обладали магическими свойствами. |
| Гномы                          | Смертные существа, которые могут использовать заклинания на золоте и для изготовления магических предметов | Нарви создал открывающиеся при помощи заклинания Двери Дурина. |
| Люди, хоббиты                  | Смертные существа, не обладающие магическими навыками в Третью эпоху, но способные использовать магические артефакты, созданные эльфами и нуменорцами — людьми Второй эпохи, как минимум часть из которых имела эльфийскую кровь | Зачарованные мечи, фиал Галадриэли. |
| Том Бомбадил (раса неизвестна) | Бессмертное существо в человеческом обличье с магическими способностями | Спасает своим пением хоббитов от Старой Ивы, а затем и от умертвий из курганов. |

### По артефактам
Магические силы, заключённые в различных артефактах:
| Артефакт            | Описание | Примеры |
| ------------------- | --- | --- |
| Единое кольцо       | Артефакт огромной мощи, воплощение зла; развращает властью любое существо, включая владык эльфов, королей людей, магов; контролирует все другие Кольца власти; дарует невидимость | Пристрастие к власти, зависимость. |
| Палантиры           | Видящие камни, созданные эльфами Валинора, позволяющие общаться на расстоянии и видеть разные части Арды                                                                          | Саруман обманут Сауроном при помощи палантира Ортанка. |
| Тайнопись           | Магические письмена, невидимые в обычных условиях | Лунные буквы на «карте Трора» (Эребора), объясняющие, как открыть секретную дверь; лунные буквы из митрила на Двери Дурина у западного входа в Морию.                   |
| Несокрушимая кладка | Каменная кладка, заключаящая в себе чары, препятствующие разрушению грубой силой                                                                                                  | Неприступная башня Ортанка, построенная при помощи волшебства «более старого и сильного, чем у Сарумана»; «несокрушимая» нуменорская кладка внешней стены Минас-Тирита. |
| Посохи магов        | Направляли собственные силы магов | Посох Сарумана был разбит Гэндальфом Белым у Ортанка; посох Гэндальфа был разбит на мосту Кхазад-дум.                                                                   |
| Зачарованное оружие | Мечи Нуменора, сияющие при приближении орков; оружие, способное уничтожить чары, защищающие назгулов                                                                              | Нарсиль (Андуриль), Оркрист и Гламдринг; моргульский кинжал, которым назгул ранил Фродо; таран Гронд, усиленный магическими заклинаниями разрушения.                    |
| Магический рог      | Древний рог, найденный Эорлом Юным в кладовых огнедышащего червя Скаты, который наполняет сердца врагов страхом, а друзей — радостью                                              | Мерри Брендибак протрубил в рог баклендский сигнал тревоги и воодушевил хоббитов на освобождение Шира от банд Сарумана.                                                 |

## Анализ

### Магическая космология
Исследователь и критик Патрик Карри предположил, что Толкин ощущал необходимость в магической космологии, соединявшей политеизм и анимизм с христианскими ценностями вроде сострадания и смирения для противопоставления «войне против таинственности и магии» в современности. По мнению Карри, Толкин негативно относился к магии, ассоциируя её с современной наукой и техникой. Стремление обладания властью развращает тех, кто использует магию для этих целей, например, Сарумана, который изначально стремился к знаниям и порядку. С другой стороны, есть «волшебство» эльфийских земель, которое не ассоциируется с властью и злом, но является отражением чистого искусства и восприятия чудес мира.

### Два типа магии
В неотправленном черновике письма 1954 года Толкин различает два вида магии греческими словами μαγεία («обычная» «магия») и γοητεία («гоетия», «колдовство»).
- «Магия» включает использование различных механизмов, например произнесение определённых слов у магической двери, вроде двери Дурина, для того, чтобы её открыть. Саурон использовал магию для создания тёмного облака, накрывшего Мордор и Гондор перед битвой на Пеленнорских полях[3].

- «Гоетия» влияет на восприятие и волю. Эльфы использовали её для создания художественной красоты без усилий и без обмана. Саурон использовал её для подчинения воли других[3][2].

Толкин писал, что такой магии нельзя обучиться, изучая древние манускрипты и книги заклинаний — это были «врождённые силы, которыми люди не обладали и не могли изучить». При этом он отметил: «Но нуменорцы использовали „заклинания“ при создании мечей?» сбоку от заключительного абзаца письма. Он пояснил, что и «магия», и «гоетия» могут использоваться во благо и во вред, но ни то, ни другое не является добром или злом само по себе. По мнению Толкина, использование магических способностей для контроля над свободной волей является самым большим видом зла.

### Волшебство
Патрик Карри полагает, что «волшебство» (англ. enchantment) — это «парадигматический опыт, свойство и забота эльфов», что можно наблюдать в Ривенделле, где Фродо слушает пение эльфов, а затем в Лотлориэне:
Фродо остался стоять, не в силах прийти в себя от восхищения. Ему казалось, что он сделал шаг в окно, распахнутое в давно исчезнувший мир. Он видел, что на этом мире почиет свет, для которого в его языке слов не находилось. Всё, на что падал взгляд, было чётким и словно очерченным одной линией, как будто каждую вещь задумали и создали только что, прямо на глазах; и вместе с тем каждая травинка казалась неизмеримо древней. Цвета были знакомые — золотой, белый, синий, зелёный; но все они были такими свежими, так золотились, белели, синели и зеленели, что Фродо казалось, будто он видит их впервые и только сейчас придумывает им названия — новые и достойные удивления. Зимой здесь невозможно было бы оплакивать весну или лето. Ни в чём, растущем на этой земле, не было ни болезни, ни уродства, ни изъяна: на землю Лориэна порча не проникала.
Карри цитирует то, что он считает ключевой идеей Макса Вебера, а именно — «единство примитивного изображения мира, в котором всё было конкретной магией [выделено курсивом] и имело тенденцию к разделению на рациональное познание и покорение природы с одной стороны, и на „мистический“ опыт с другой стороны». По его мнению, «волшебство» «залечивало» этот раскол между субъективностью и объективностью, что также нашло своё отражение в философии платонизма, христианства и картезианства.
Исследователь Толкина Верлин Флигер отмечала, что привлекательное волшебство эльфов могло казаться идеальным, однако не было таковым на самом деле. В своей книге «Вопрос времени» 2001 года она пишет, что в Средиземье, как и в реальной жизни, любая попытка «удержать» волшебство обречена. Так, эльфы подвергаются испытанию наблюдения за тем, как бесконечная красота Лориэна увядает, а члены Братства кольца подвергаются испытанию способности отпустить Единое кольцо. По мнению Карри, это объясняет то, что магическая сила трёх эльфийских колец также должна угаснуть после уничтожения Единого кольца.

### Обман при использовании
Палантиры не могли создавать ложные видения, даже под влиянием воли Саурона, однако он мог использовать их для выборочной демонстрации реальных вещей, чтобы создать ложное впечатление в воображении смотрящего. В каждом из четырёх эпизодов использования палантира во «Властелине колец» смотрящий видел реальные объекты, но делал из увиденного ложные выводы. Это относится даже к самому Саурону, который увидел Пиппина в камне Сарумана и посчитал, что Единое кольцо у него, а значит и у Сарумана. Саурон ввёл в заблуждение Денетора, показав ему чёрный флот, плывущий к Гондору, но утаив, что флот ведёт Арагорн, тем самым склонив наместника Гондора к самоубийству. По мнению исследователя Тома Шиппи, идея Толкина заключается в том, что никто не должен пытаться узнать будущее с помощью каких-то устройств, а вместо этого должен положиться на провидение и принимать самостоятельные решения, храбро выполняя свой долг в любой ситуации.

### Пристрастие к власти
Единое кольцо дарует власть своему владельцу, но постепенно склоняет его ко злу. Владение им вызывает сильную зависимость. Том Шиппи ссылался на знаменитую цитату лорда Актона 1887 года «Власть развращает, абсолютная власть развращает абсолютно. Великие люди почти всегда — дурные люди» и заметил, что идея о развращающих эффектах власти была характерно модернистской и использовалась также писателями-современниками Толкина вроде Джорджа Оруэлла («Скотный двор»), Уильяма Голдинга («Повелитель мух») и Теренса Уайта («Король былого и грядущего»).

### Исполнение желаний
Том Шиппи пишет, что в предпоследней главе «Властелина колец» есть сюжет «исполнения желаний». Мерри возвращается из Рохана с магическим рогом, который Эорл Юный, основатель Рохана, нашёл на севере в кладовых огнедышащего червя Скаты. Рог, по мнению Шиппи, «магический, но только немного»: его использование исполняет сердца врагов страхом, а сердца друзей — радостью. Мерри использовал рог, чтобы «пробудить» хоббитов для очищения Шира от банд Сарумана. Шиппи предположил, что Толкин желал бы сделать подобное и с Англией, но его произведения, по крайней мере, приносят радость в сердца читателей. Историк Кейтлин Вон Карлос отметила, что фраза Сэма Гэмджи «Здесь, пожалуй, хуже будет, чем в Мордоре! … По-своему даже гораздо хуже! Здесь Мордор приходит прямо к тебе в дом, и попробуй-ка вытерпи это! Ведь это твой дом, и ты помнишь его совсем другим» заключает в себе порыв ностальгии.

### Первичные источники
Ссылки на произведения Толкина.
1. ↑  «Две крепости», книга 3, глава 10 «Голос Сарумана».
2. 1 2  «Братство кольца», книга 2, глава 3 «Кольцо отправляется на юг».
3. ↑  «Две крепости», книга 3, глава 5 «Белый всадник».
4. 1 2 3  «Братство кольца», книга 2, глава 4 «Путь во тьме».
5. 1 2 3  «Братство кольца», книга 2, глава 1 «Встречи и обретения».
6. ↑  «Сильмариллион», «Айнулиндалэ».
7. ↑  Карпентер, 1981 «Письма», №156 к Роберту Марри, 4 ноября 1954 года.
8. 1 2  Карпентер, 1981 «Письма», №131 к Милтону Уолдмену, конец 1951 года.
9. ↑  «Братство кольца», книга 2, глава «Мост Кхазад-Дум».
10. ↑  «Сильмариллион», «О возвращении Нолдор».
11. ↑  «Хоббит, или Туда и обратно», глава 12.
12. 1 2 3  «Сильмариллион», «О Кольцах власти и Третьей эпохе».
13. 1 2 3  «Возвращение короля», книга 5, глава 6 «Битва на полях Пеленнора».
14. ↑  «Братство кольца», книга 1, глава 12 «Бегство к броду».
15. ↑  «Предательство Изенгарада», глава 13 «Галадриэль».
16. ↑  «Две крепости», книга 4, глава 1 «Укрощение Смеагола».
17. 1 2  «Братство кольца», книга 2, глава 8 «Прощание с Лориэном».
18. ↑  «Две крепости», книга 3, глава 2 «Всадники Рохана».
19. ↑  «Неоконченные сказания», часть 2, глава 4 «История Галадриэль и Келеборна».
20. ↑  «Две крепости», книга 4, глава 9: «Логобо Шелоб».
21. 1 2  «Братство кольца», книга 1, главы 6—8, «Старый лес», «В доме Тома Бомбадила», «Туман над курганами».
22. ↑  «Неоконченные сказания», часть 4, глава 3 «Палантиры».
23. 1 2  «Две крепости», книга 3, глава 11 «Палантир».
24. ↑  «Хоббит, или Туда и обратно», глава 3.
25. ↑  «Две крепости», книга 3, глава 8 «Дорога к Изенгарду».
26. 1 2  «Возвращение короля», книга 5, глава 4 «Осада Гондора».
27. ↑  «Неоконченные сказания», часть 4, глава 2 «Истари».
28. ↑  «Братство кольца», книга 2, глава 5 «Мост Кхазад-дум».
29. ↑  « Хоббит, или Туда и обратно», глава 2.
30. 1 2  «Возвращение короля», книга 6, глава 8: «Беспорядки в Заселье».
31. 1 2 3  Карпентер, 1981 «Письма», №155 в адрес Наоми Митчинсон (черновик, сентябрь 1954 года).
32. ↑  Карпентер, 1981 «Письма», примечание 2 к письму №155 в адрес Наоми Митчинсон (черновик, сентябрь 1954 года).
33. ↑  «Братство кольца», книга 2, глава 6 «Лотлориэн».
34. ↑  «Две крепости», книга 3, глава 11 «Палантир».

### Вторичные источники
Ссылки на работы исследователей Толкина.
1. 1 2  Curry, 2004, p. 19.
2. 1 2 3  Purtill, 2003, pp. 139–140.
3. 1 2 3 4 5 6 7 8 9  Perry, 2013, pp. 400–401.
4. ↑  Stanton, 2013, pp. 709–710.
5. ↑  Russell, 2005, p. 21 note 27.
6. ↑  Kocher, 1974, pp. 44–45.
7. ↑  Milbank, 2013, p. 35.
8. ↑  Jacobs, 2020, Article 6.
9. ↑  Shippey, 2005, p. 110.
10. ↑  Burdge, Burke, 2013, pp. 703–705.
11. ↑  Kocher, 1974, pp. 44-45.
12. ↑  Shippey, 2005, pp. 242-243.
13. 1 2 3 4  Shippey, 2005, pp. 198–199.
14. ↑  Curry, 2004, p. 68.
15. 1 2 3  Curry, 2008, pp. 99–112.
16. ↑  Shippey, 2005, pp. 188, 423–429.
17. ↑  Kocher, 1974, p. 63.
18. ↑  Shippey, 2005, pp. 188, 423-429.
19. ↑  Perkins, Hill, 1975, pp. 57–68.
20. ↑  Roberts, 2006, p. 63.
21. ↑  Shippey, 2002, pp. 112-119.
22. ↑  Carlos, 2020, p. 535.